# Calamotropha stachi
Calamotropha stachi is een vlinder uit de familie grasmotten (Crambidae). De wetenschappelijke naam van deze soort werd voor het eerst geldig gepubliceerd in 1961 door Stanisław Błeszyński.
De soort komt voor in tropisch Afrika.